# Wendy van Dijk

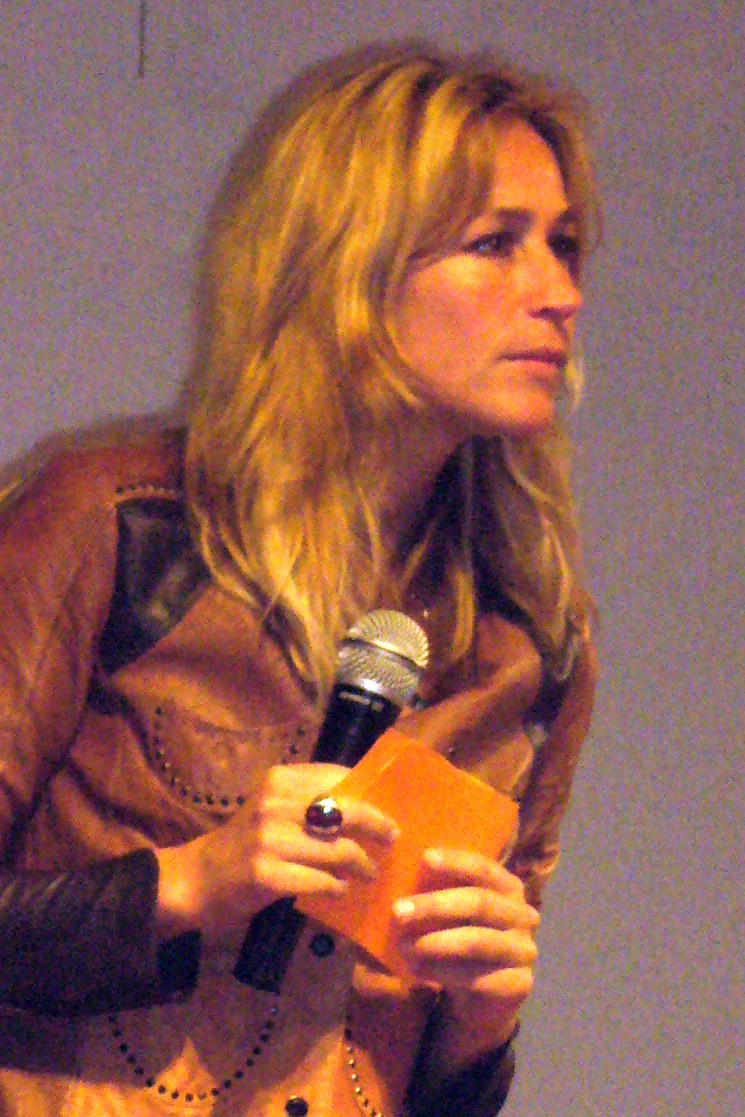
Wendy van Dijk, 2008

Wendy van Dijk (* 22. Januar 1971 in Weesp) ist eine niederländische Schauspielerin und Fernsehmoderatorin. Sie wurde in der Rolle der Ushi und für ihre Moderation von Talentshows wie The Voice of Holland und The X Factor bekannt.

## Karriere
Zwischen 1996 und 1998 moderierte sie die SBS-Sendung Over de roooie. Van Dijk moderierte von 2000 bis 2006 die Show Hart in Aktie. 2006 war Van Dijk Kandidatin bei Dancing on Ice. 2007 und 2008 moderierte sie die niederländische Version von Idols. Die niederländische Version von The X Factor war das Nachfolgeformat von Idols. Dort moderierte van Dijk auch alle 5 Staffeln. Van Dijk moderierte 2010–2019 mit Martijn Krabbé 9 Staffeln von The Voice of Holland sowie die Staffeln 1–9 von The Voice Kids. Ab 2011 moderierte sie alle drei Staffeln der niederländischen TV-Show Obese, in der sie und professionelle Trainer und Ärzte adipöen Menschen helfen, erfolgreich abzunehmen.
2018 wechselte sie von RTL4 zurück zu ihrem alten Sender SBS6. Bei SBS6 moderiert sie die Shows Dance Dance Dance und SuperKids.

## Privates
Van Dijk hat einen Sohn aus einer früheren Beziehung mit Volumia!-Sänger Xander de Buisonjé und eine Tochter aus ihrer aktuellen Beziehung mit Programmdirektor Erland Galjaard, den sie im September 2014 geheiratet hat.